# Associação Brasileira de Parkour
A Associação Brasileira de Parkour, ou ABPK, fundada em 18 de outubro de 2005, é uma associação, sem fins lucrativos, com o objetivo de promover o Parkour no Brasil.
Algumas de suas metas são:
- Divulgação do Parkour da forma que foi criada sem distorções, para evitar falta de informação de terceiros quanto à prática.
- Reunir traceurs de todos os estados para ajudar iniciantes de vários locais.
- Instruir traceurs na prática correta do esporte, evitando lesões e controlando o risco.
- Organização de eventos locais e nacionais para reunir traceurs e trocar experiências.